# Valent
Valent je moško osebno ime.

## Izvor imena
Ime Valent je različica moškega osebnega imena Valentin.

## Pogostost imena
Po podatkih Statističnega urada Republike Slovenije je bilo na dan 31. decembra 2007 v Sloveniji število moških oseb z imenom Valent: 56.

## Osebni praznik
Osebe z imenom Valent lahko godujejo skupaj z Valentini.